# Ibara
Ibara (井原市 -shi) é uma cidade japonesa localizada na província de Okayama.
Em 2003 a cidade tinha uma população estimada em 34 575 habitantes e uma densidade populacional de 384,38 h/km². Tem uma área total de 89,95 km².
Recebeu o estatuto de cidade a 1 de Abril de 1953.

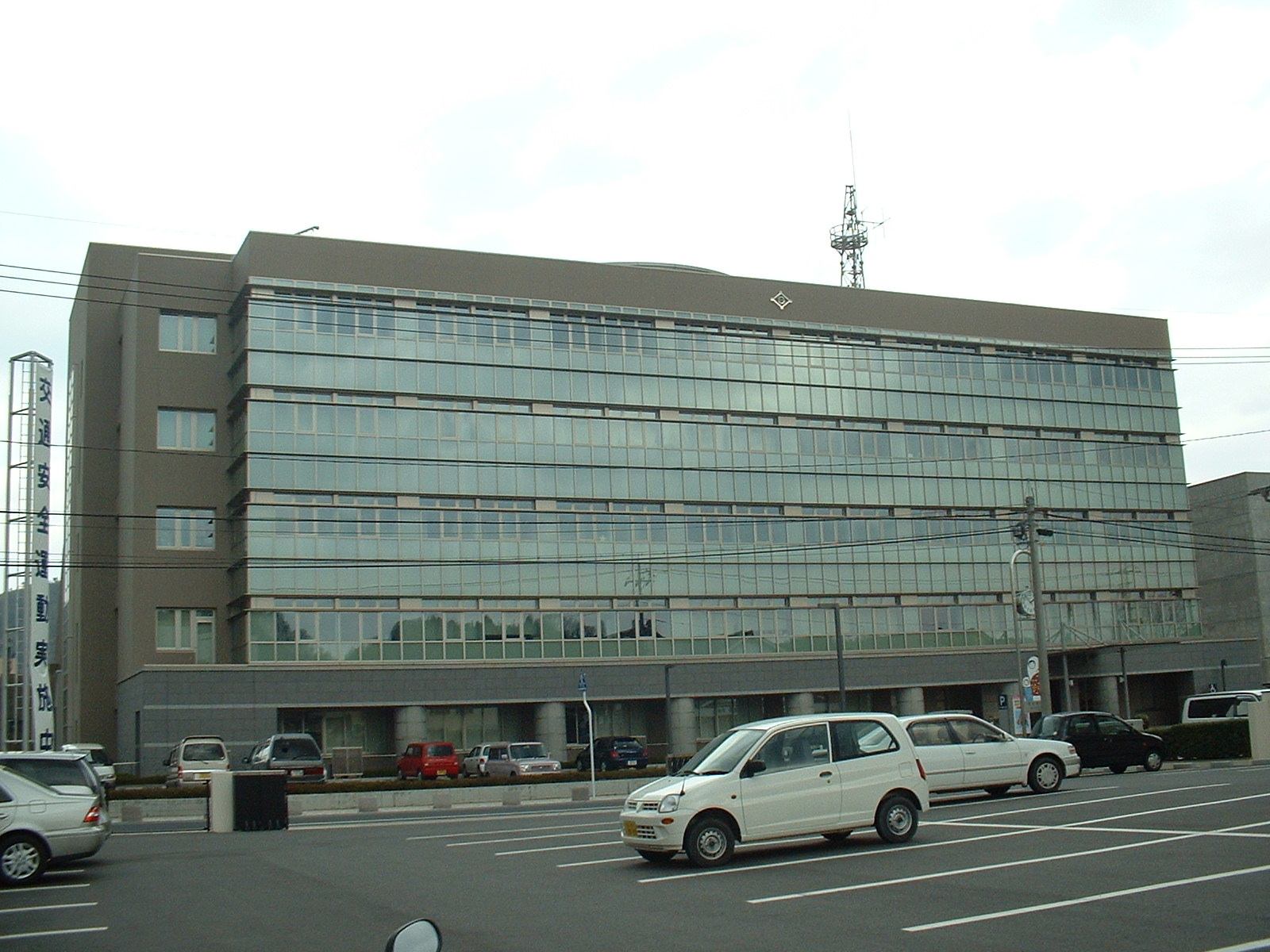
Ibara-shi government office